# Массе
Массе́ (фр. Massay) — коммуна во Франции, находится в регионе Центр. Департамент — Шер. Входит в состав кантона Вьерзон-2. Округ коммуны — Вьерзон.
Код INSEE коммуны — 18140.
Коммуна расположена приблизительно в 195 км к югу от Парижа, в 85 км южнее Орлеана, в 32 км к западу от Буржа.

## Население
Население коммуны на 2008 год составляло 1418 человек.
| 1962 | 1968 | 1975 | 1982 | 1990 | 1999 | 2008 |
| ---- | ---- | ---- | ---- | ---- | ---- | ---- |
| 1258 | 1324 | 1251 | 1339 | 1354 | 1335 | 1418 |

## Администрация
| Период | Период | Фамилия         | Партия | Примечания  |
| ------ | ------ | --------------- | ------ | ----------- |
| 1971   | 1977   | Рауль Маложе    |        |             |
| 1977   | 2001   | Жан-Клод Гейдье |        | управляющий |
| 2001   | 2008   | Филипп Боржаи   |        |             |
| 2008   | 2014   | Доминик Левек   |        |             |

## Экономика
В 2007 году среди 868 человек в трудоспособном возрасте (15-64 лет) 646 были экономически активными, 222 — неактивными (показатель активности — 74,4 %, в 1999 году было 69,9 %). Из 646 активных работали 571 человек (320 мужчин и 251 женщина), безработных было 75 (29 мужчин и 46 женщин). Среди 222 неактивных 60 человек были учениками или студентами, 85 — пенсионерами, 77 были неактивными по другим причинам.

## Достопримечательности
- Церковь XII века. Исторический памятник с 1911 года[3]
- Часовня Сен-Лу (XII век). Исторический памятник с 1889 года[4]
- Бывшее аббатство Сен-Мартен (XII век). Исторический памятник с 1915 года[5]